# Tamara Oberhofer
Tamara Oberhofer (* 23. April 1982 in Brixen) ist eine Südtiroler Politikerin.

## Biographie
Oberhofer, aus Mühlbach stammend, begann 2002 an der Universität Innsbruck Sprachen (Französisch und Russisch) zu studieren. Nachdem sie ihr Studium unterbrochen und einige Zeit als Werbetexterin in Brixen gearbeitet hatte, konnte sie es 2016 mit einer in französischer Sprache verfassten Diplomarbeit zum Abschluss bringen.
Im Anschluss an erste politische Engagements in ihrer Heimatgemeinde errang Oberhofer bei den Landtagswahlen 2013 mit 2.673 Vorzugsstimmen als Sechstgereihte auf der Liste der Freiheitlichen ein Mandat für den Südtiroler Landtag und damit gleichzeitig den Regionalrat Trentino-Südtirol. Im Rahmen der Landtagswahlen 2018 erlitt ihre Partei starke Stimmenverluste und Oberhofer verpasste mit 718 Vorzugsstimmen eine Wiederwahl.